# Monte Auto
Il Monte Auto (da leggersi Monte Aùto, 372 m s.l.m.) è un rilievo situato nella regione centrale delle Colline Livornesi.

## Posizione, territorio e morfologia
Il Monte Auto si trova in prossimità dell'intersezione della SP8A e della SP5ter, indicativamente a metà via tra gli abitati del Gabbro e di Colognole. Benché il monte sia collocato sostanzialmente al confine fra i comuni di Collesalvetti e di Rosignano Marittimo, la sua cima ricade nel territorio comunale di quest'ultimo.
Nella parte orientale del monte sorgono il Rio Savalano e il Botro della Ficaiola (a sua volta affluente del Rio Savolano), mentre nella parte occidentale sorge il Botro di Pietra Lupaia, secondo affluente del Torrente Chioma; il Monte Auto, dunque, è punto di passaggio della linea spartiacque tra il bacino idrografico del Chioma e quello del Savalano.
Nonostante questo rilievo sia caratterizzato da una modesta altezza, la sua non trascurabile prominenza e la sua peculiare forma conica lo rendono particolarmente suggestivo, riconoscibile e panoramico.
La vetta vera e propria è coperta da vegetazione spontanea; nella sua diretta prossimità sono tuttavia presenti due aperture, una ad est e una ad ovest, dalle quali è possibile rispettivamente godere di un suggestivo panorama sulle Colline Pisane e sulle Colline Livornesi occidentali.

## Come raggiungerlo
Attualmente non esiste un accesso segnalato alla vetta del Monte Auto.
È tuttavia possibile raggiungere tale vetta imboccando un piccolo sentiero retrostante l'edificio della Provincia di Livorno situato sulla SP8A e cercando di seguirne la traccia (peraltro scarsamente visibile).

## Galleria d'immagini

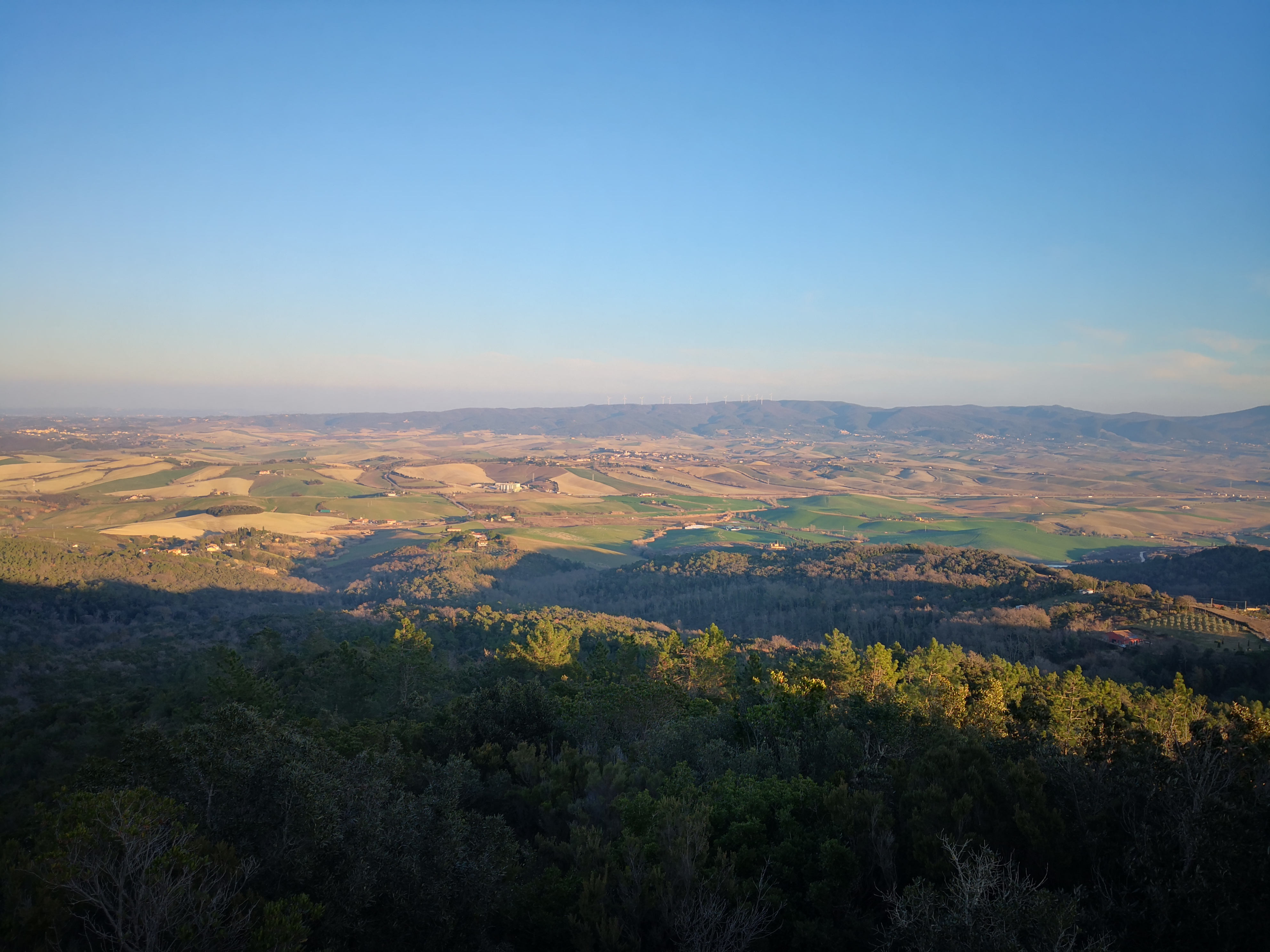
Vista sulle Colline Pisane dalla vetta del Monte Auto.
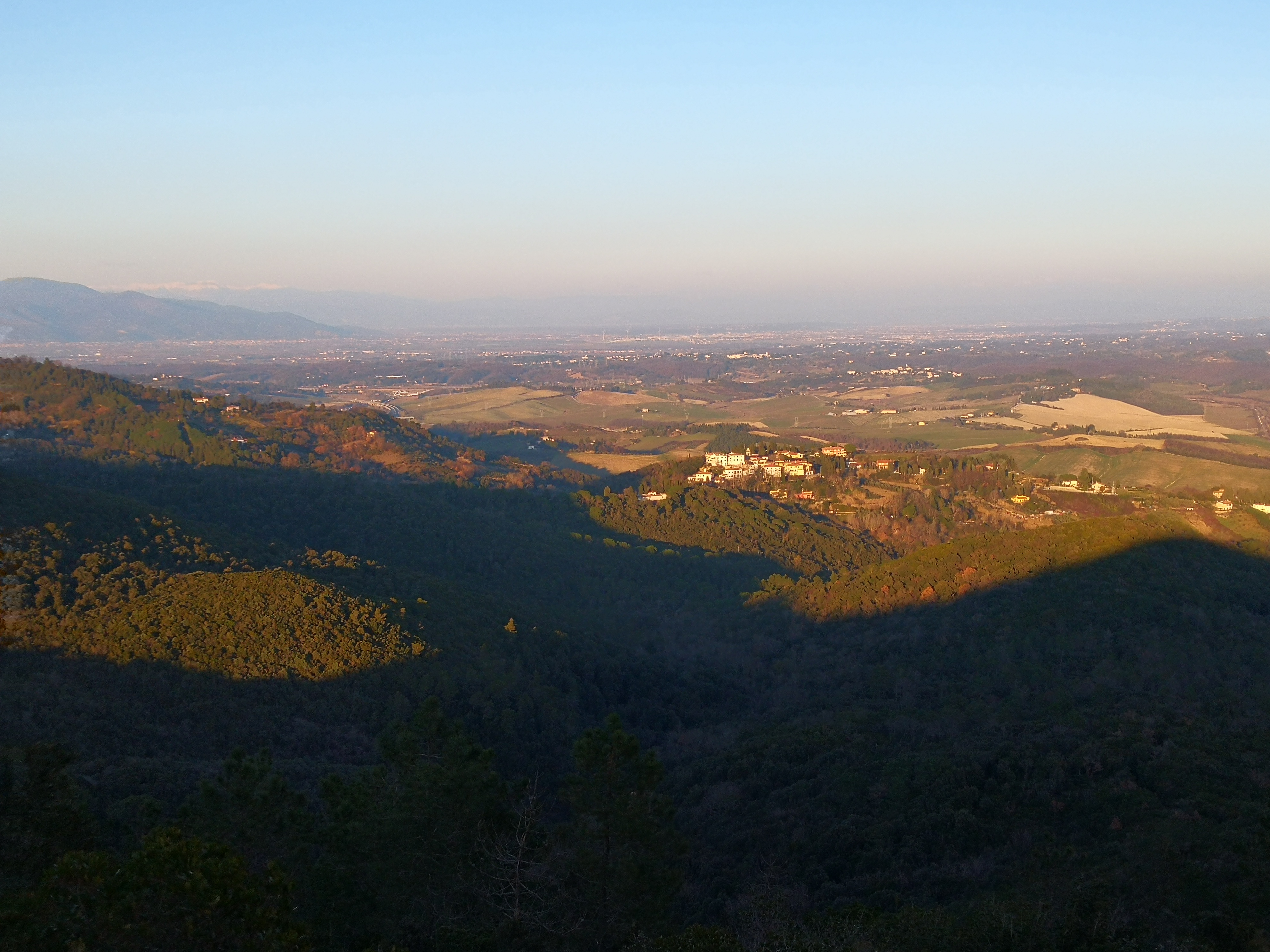
Il borgo di Colognole, con sullo sfondo la piana di Pontedera, visti dalla vetta del Monte Auto.
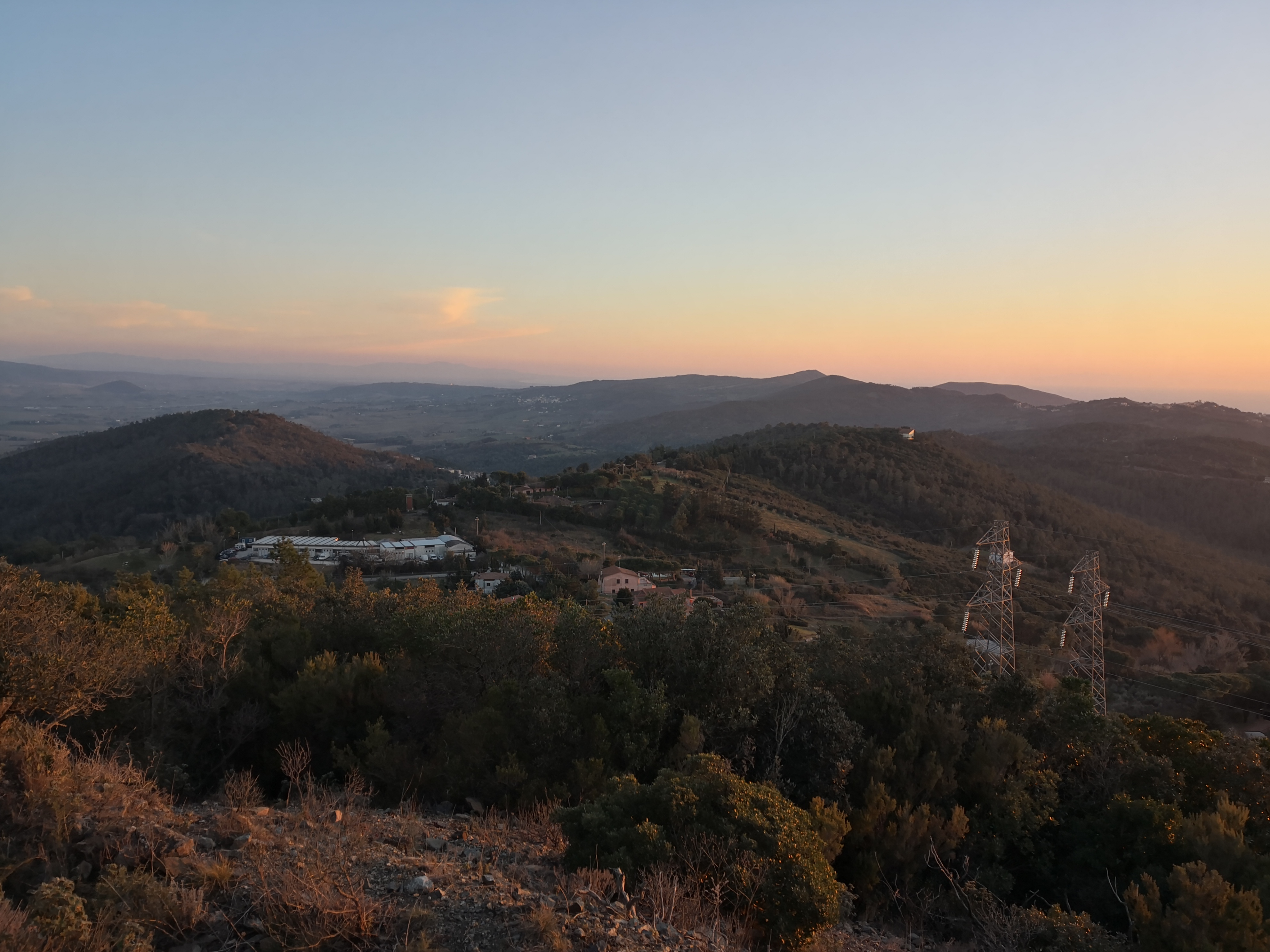
Le Colline Livornesi meridionali viste dalla vetta del Monte Auto.
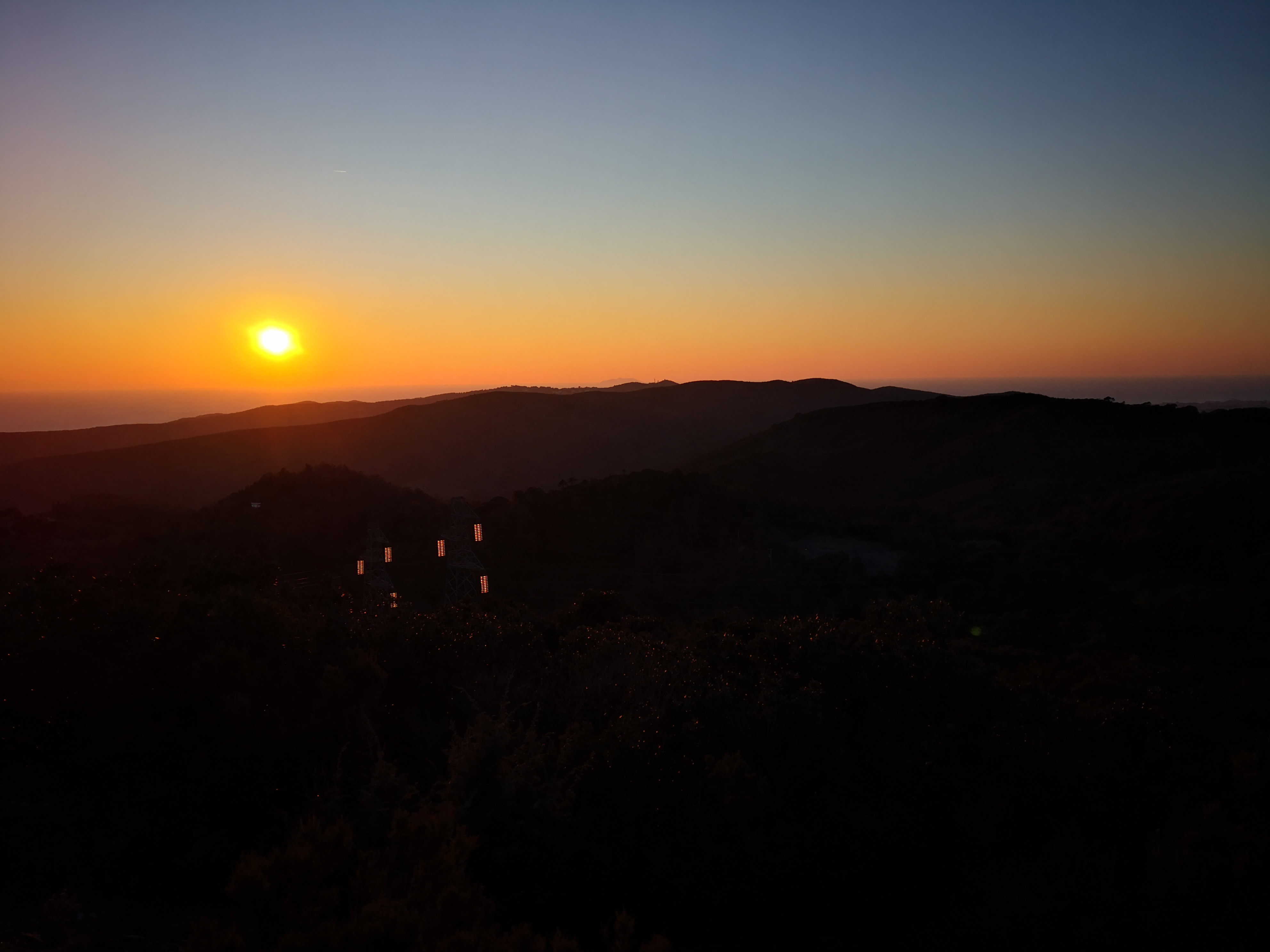
Un tramonto invernale visto dalla vetta del Monte Auto.

## Cartografia
- Carta Tecnica Regionale (CTR) della Regione Toscana in scala 1:10000 (consultabile online)
- Cartografia ufficiale italiana dell'Istituto Geografico Militare (IGM) in scala 1:25.000 (consultabile online)